# Alfredo Muiños
Alfredo Muiños Simón (Zaragoza, 25 de octubre de 1924 - Barcelona, 27 de febrero de 2009) fue un médico oftalmólogo español.

## Biografía
Licenciado en Medicina en la Universidad de Zaragoza, marchó después a Barcelona para especializarse en oftalmología en el Instituto Barraquer (entonces, "Clínica"). Allí desarrolló su carrera profesional. Después de pasar por las áreas de visión binocular y neuro-oftalmología, destacó en el tratamiento de lesiones en la parte posterior del ojo y en los casos de desprendimiento de retina, especialidades de las que fue Jefe de cirugía en el centro. Se le consideró «un referente en la docencia y práctica de la oftalmología». Fue académico honorario de la Real Academia de Medicina de Zaragoza, presidente de la Academia de Ciencias Médicas de Cataluña y Baleares (1963-1964) y estaba en posesión de la Gran Cruz de Alfonso X el Sabio —que le fue concedida en 1987—, entre otras distinciones.